# Asestra psalmoidaria
Asestra psalmoidaria là một loài bướm đêm trong họ Geometridae.